# يارا نعوم
يارا نعوم (1 سبتمبر 1987 -) عارضة وممثلة مصرية.

## حياتها ونشأتها
ولدت في مدينة القاهرة في عام 1 سبتمبر 1987. حازت على لقب ملكة جمال مصر في عام 2008، ومثلت مصر في مسابقات ملكة جمال العالم وملكة جمال الكون. لها تجربة وحيدة في التمثيل من خلال فيلم (حين ميسرة) للمخرج خالد يوسف، لكنها لم تكرر التجربة مرة أخرى بسبب انشغالها بدراسة الديكور في المعهد العالي للسينما، وهي زوجة اللاعب الدولي المصري ولاعب النادي الأهلي عماد متعب.

## محكمتها
إحالة يارا نعوم ووالدتها لـجنح الغردقة بتهمة التمييز لمنع جليسة أطفال نزول حمام سباحة.